# Université Tōhō
Pour les articles homonymes, voir Tōhō.
L'université Tōhō (東邦大学, Tōhō Daigaku) est une université japonaise installée dans l'arrondissement Ōta à Tokyo. 

## Histoire
En 1925, les deux frères Yutaka Nukada et Susumu Nukada créent sur leurs propres fonds l'université impériale de médecine pour femmes à Ōmori, sur l'emplacement de l'actuelle Faculté de médecine, puis le collège impérial médical et pharmaceutique et le collège impérial de sciences pour femmes. Ils visent à améliorer l'enseignement scientifique pour les femmes dans des domaines tels que la médecine, la pharmacie et la science. Après la Seconde Guerre mondiale, la Faculté des sciences pharmaceutiques et la Faculté des sciences s'installent à Funabashi dans la préfecture de Chiba. À l'occasion de la réforme du système scolaire japonais en 1950, l'université Tōhō devient un établissement mixte, mettant l'accent sur les sciences naturelles, avec des facultés de médecine, de sciences pharmaceutiques et de sciences.

## Découvertes
Les chercheurs de cette université ont participé à la découverte en Antarctique de la première espèce de Legionella psychrotolérante appelée Legionella antarctica,.

## Étudiants notables
- Takeshi Morishita (en), médecin
- Ryoji Yamagishi, archéologue
- Shigeru Egami